# アンリ2世 (バル伯)
アンリ2世（フランス語：Henri II, 1190年 - 1239年11月13日）は、バル伯（在位：1214年 - 1239年）。

## 生涯
アンリ2世はバル伯ティボー1世とその最初の妃エルメザンド・ド・バル＝シュル＝セーヌの息子である。1239年11月13日、バロン十字軍において、ガザでアイユーブ軍と戦うためナバラ王テオバルド1世率いる主力軍から数百人の十字軍兵士を迂回させた時に、アンリ2世は戦死した。

## 結婚と子女
1219年にドルー伯ロベール2世の娘フィリッパと結婚した。2人の間には以下の子女が生まれた。
- マルグリット（1220年 - 1275年） - 1240年にルクセンブルク伯ハインリヒ5世と結婚[5]
- ティボー2世（1221年頃 - 1291年）[3] - バル伯
- アンリ（fl.1249年）
- ジャンヌ（1225年 - 1299年） - フレデリック・ド・ブラモン（1255年没）と結婚、シニー伯ルイ5世と再婚。
- ルノー（1271年没）